# Cémaco
Cémaco é um distrito da província de Emberá, Panamá. Possui uma área de 3.100,90 km² e uma população de 6.292 habitantes (censo 2000), perfazendo uma densidade demográfica de 2,03 hab./km². Sua capital é a cidade de Cirilo Guainora.